# Mary Pünjer
Mary Pünjer, geboren als Mary Erna Kümmermann (Wandsbek, 24 augustus 1904 - Tötungsanstalt Bernburg, 1942) was een Duits Holocaustslachtoffer. In 1942 werd ze in Tötungsanstalt Bernburg vergast omdat ze lesbisch en Joods was.

## Levensloop
Mary Pünjer werd op 24 augustus 1904 geboren in Wandsbek als Mary Erna Kümmermann. Ze was de dochter van koopman Joel (Julius) Kümmermann en Lina Korn. Pünjer groeide op in een welgesteld Joods gezin met drie kinderen. Haar ouders waren eigenaar van een speciaalzaak voor damesconfectie genaamd Geschwister Korn. Nadat ze de Schneider’sche Höhere Töchterschule afrondde, volgde ze een opleiding aan het Wandsbeker Lyceum dat ze in 1922 afrondde.
Na haar eindexamen werkte ze voor de modewinkel van haar ouders. In de zomer 1922 verhuisde ze naar Segeberg waar ze een half jaar verbleef. Mogelijk bevond zich in de badplaats Niendorf aan de Oostzee een filiaal van de modezaak van haar ouders, waar zij tijdens het zomerseizoen werkte. In 1929 trouwde ze met de niet-Joodse bookmaker Fritz Pünjer. Het huwelijk bleef kinderloos.

### Opkomst nationaalsocialisme
Na de machtsovername van Adolf Hitler eind januari 1933 veranderde veel voor het gezin Kümmermann. Vanaf 1 april 1933 werd de modewinkel gemeden in het kader van de boycot van Joodse ondernemingen. Pünjers broer, die na de dood van hun vader in 1926 de leiding van de zaak had overgenomen, emigreerde in september 1938 naar de Verenigde Staten vanwege de veranderende politieke situatie en het toenemende antisemitisme. Tijdens de Kristallnacht in november 1938 werd de winkel vernield en door haar moeder gesloten. Door het winkelpand en de bijbehorende woning over te dragen aan Pünjers Arische echtgenoot, probeerde de familie het in bezit te houden. Desondanks werd het pand in de zomer van 1940 gedwongen verkocht.

### Arrestatie
Op 24 juli 1940 werd Pünjer gearresteerd, omdat ze enkele 'verboden zaken' had bezocht, waaronder waaronder lesbische cafés en andere ontmoetingsplekken waar alleen vrouwen kwamen. Na haar arrestatie werd ze overgebracht naar de politiegevangenis van Fuhlsbüttel waar ze drie maanden verbleef. Op 12 oktober 1940 werd ze naar vrouwenkamp Ravensbrück gedeporteerd. Volgens de toegangslijst was ze 'asociaal' met als bijkomende opmerking 'lesbisch'. Hoewel lesbische relaties niet per definitie strafbaar waren, die vielen niet onder paragraaf 175, stonden ze haaks op het nationaalsocialistische idee van de ideale vrouw als moeder met veel kinderen. Eind november 1940 werd ze overgebracht naar Hamburg, waar ze werd ondervraagd door Kriminalkommissariat 23, de divisie die zich bezig hield met zedendelicten. Op 15 maart 1941 keerde ze opnieuw terug naar Ravensbrück.

### Overlijden

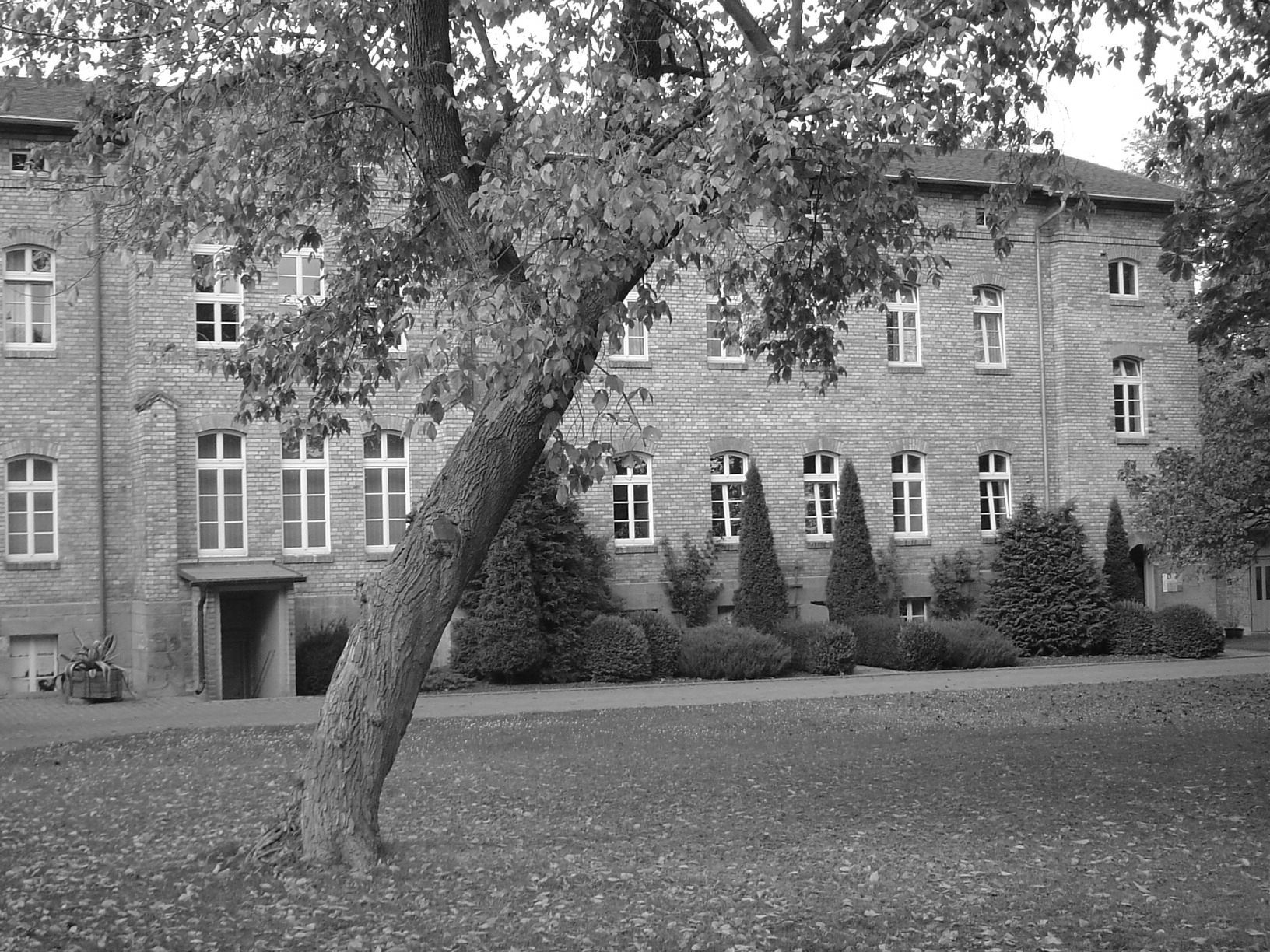
Tötungsanstalt Bernburg

In januari 1942 werd ze door SS-Obersturmbannführer Dr. Friedrich Mennecke vanwege haar geaardheid en seksuele voorkeur geselecteerd voor Aktion 14f13. In zijn 'diagnose' van Pünjer omschreef hij haar als een 'getrouwde volledig joodse vrouw. Zeer actief (‘brutaal’) lesbisch. Bezocht voortdurend ‘lesbische kroegen’ en wisselde in de kroeg liefkozingen uit'. Zover bekend heeft Pünjer zelf geen uitspraken gedaan over haar geaardheid. Tussen februari en april 1942 werd zij samen met ongeveer 1.600 andere vrouwen gedeporteerd naar Tötungsanstalt Bernburg, een euthanasie-inrichting bij Dessau. Pünjer werd aldaar vergast. Ze werd 35 jaar oud.
Om de werkelijke doodsoorzaak te verbergen, werd op officiële documenten opgegeven dat ze op 28 mei 1942 in Ravensbrück overleed aan hartfalen. Op 30 mei 1942 ontving haar echtgenoot een bericht van de Kriminalpolizei Hamburg dat de urn op eigen kosten kon worden aangevraagd. Haar as werd op 4 september 1942 begraven op de Joodse begraafplaats Jenfelder Straße in Hamburg.

## Eerbetoon

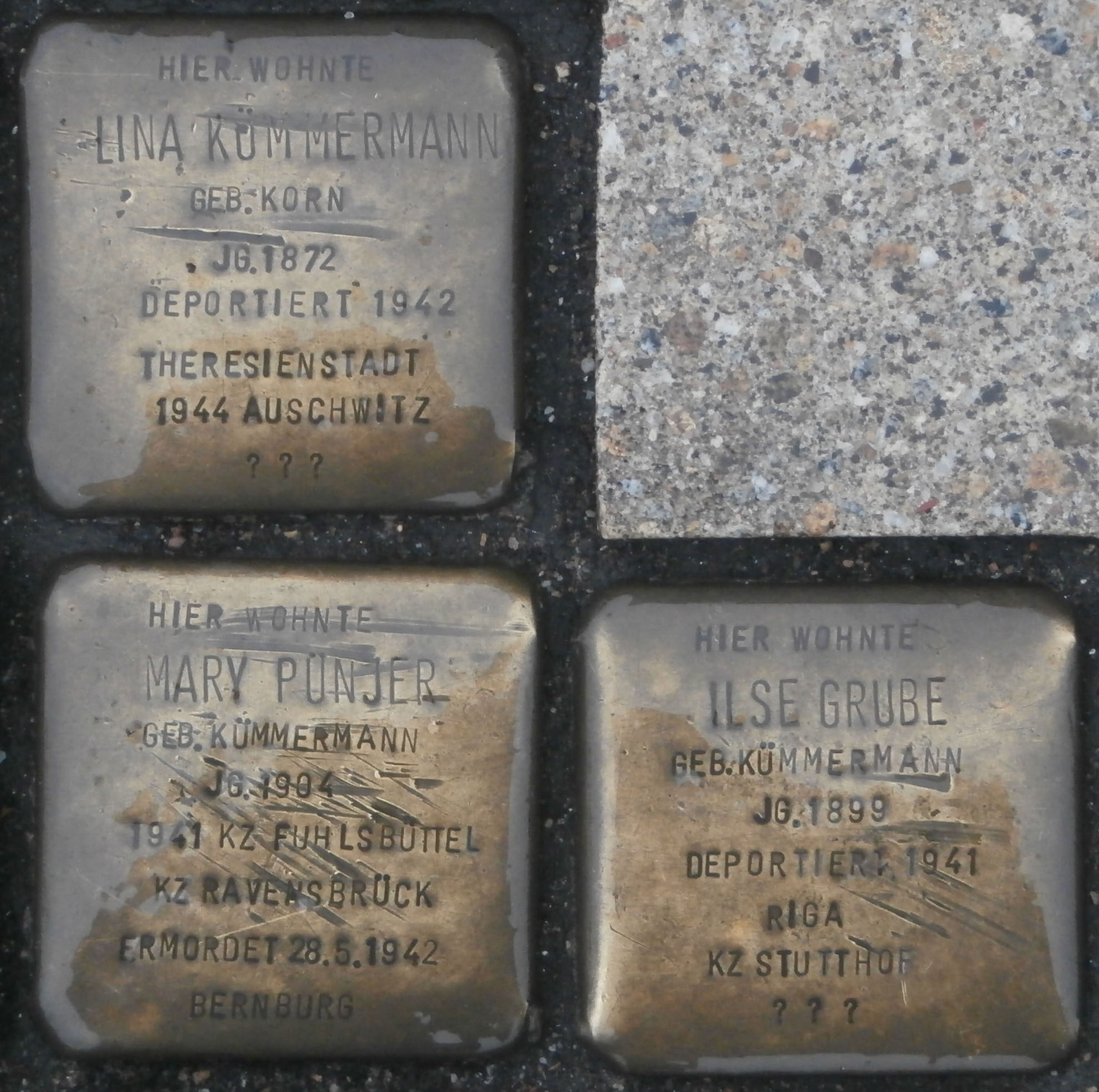
Stolpersteine voor Lina Kümmermann, Mary Pünjer en Ilse Grube

### Herdenking in de Bondsdag
Tijdens de herdenking van de Holocaust in de Bondsdag op 27 januari 2023 stond het verhaal van Pünjer, samen met dat van Holocaustoverlevende Karl Gorath, centraal. Dat jaar lag de nadruk bij de herdenking op personen die tijdens het nationaalsocialisme werden vervolgd vanwege hun seksuele geaardheid. De biografische tekst werd voorgelezen door de lesbische actrice Maren Kroymann.

### Stolperstein
Op de Wandsbeker Marktstraße 57 werd een Stolperstein voor Pünjer geplaatst naast een steen voor haar moeder en zus. Pünjers moeder Lina Kümmermann werd op 15 juli 1942 naar Theresienstadt gedeporteerd. Twee jaar later, op 15 mei 1944, werd ze gedeporteerd naar Auschwitz. Haar exacte sterfdatum is onbekend, ze werd in 1951 doodverklaard. Pünjers zus Ilse werd in 1941 naar het landgoed Jungfernhof, nabij het getto van Riga, overgebracht. In 1944 werd ze werd ze naar concentratiekamp Stutthof gedeporteerd waar ze op 9 augustus van daar jaar aankwam. Haar overlijdensdatum is onbekend.